# 克拉斯諾西爾卡 (敖德薩州)
46°37′17″N 30°46′20″E / 46.62139°N 30.77222°E
克拉斯諾西爾卡（羅馬化：Krasnosilka）是位於烏克蘭西南部的村莊，由敖德萨州敖德萨区的克拉斯諾西爾卡市鎮負責管轄。該村面積2.65平方公里，海拔高度32米，2001年人口4,580，人口密度每平方公里1,728.3人；2022年人口5,000。